# ناهار قایقرانان
ناهار قایقرانان (فرانسوی: Le Déjeuner des canotiers‎) یک نقاشی رنگ روغن بر روی بوم می باشد که در هفتمین نمایشگاه آثار امپرسیونیسم به سال ۱۸۸۲ به نمایش گذاشته شد، اثر هنرمند امپرسیونیست فرانسوی پیر آگوست رنوآر است، این نقاشی، تحت عنوان نقاشی منتخب و برگزیدهٔ سه منتقد آن زمان به عنوان بهترین نقاشی نمایشگاه برگزیده شد. این اثر نقاش توسط دلال آثار هنری آن زمان پل دوراند روئل از هنرمند خریداری گردید و در سال ۱۹۲۳ به قیمت ۱۲۵۰۰۰ دلار توسط دونکان فیلیپس از فرزند روئل خریداری شد.